# البعثة الهايبرنية الإسكتلندية

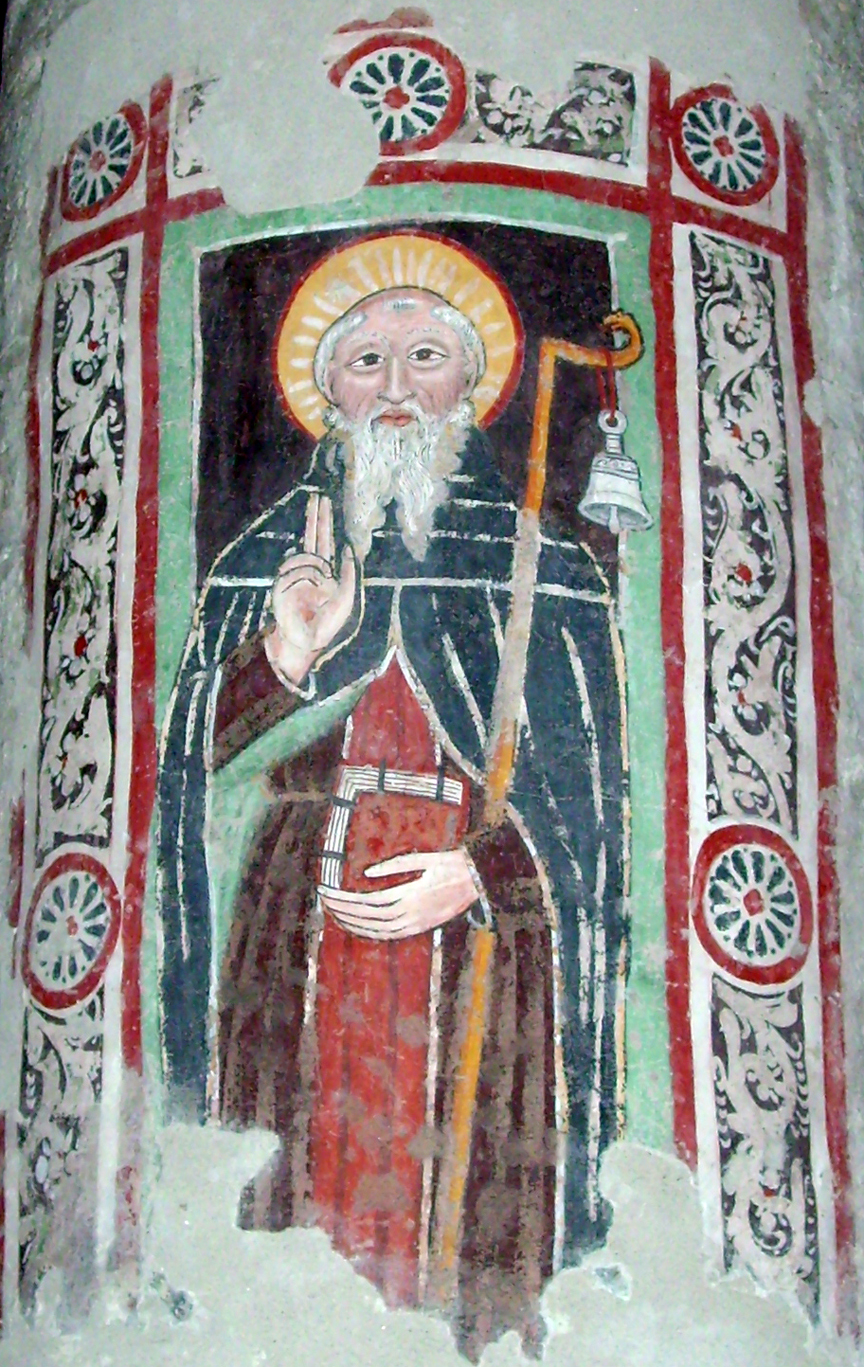
القديس كولومبا في كاتدرائية بروغناتو

البعثة الهايبرنية الاسكتلندية (بالإنجليزية:  Hiberno-Scottish mission)‏ هي عنوان عام يطلق على سلسلة من البعثات والحملات التي بدأها مختلف رجال الدين والعلماء الأيرلنديون. لم تكن هناك بعثة كاملة منسقة، ولكن كان هناك عدة بعثات متفرقة بدأها الرهبان الغيليين من أيرلندا والساحل الغربي لما يسمى في العصر الحديث اسكتلندا، مما ساهم في انتشار المسيحية والأديرة التي أنشئت في بريطانيا وأوروبا القارية خلال العصور الوسطى. أقرب بعثة ايرلندية سجلت تعود إلى العام 563 مع تأسيس إيونا من قبل الراهب الايرلندي القديس كولومبا. وقد تم تعيين كولومبا من قبل بيدا لخدمة شعب الغال تحت حكم مملكة دالريادا وتحويل ممالك بيكتس الشمالية إلى الديانة المسيحية. على مر القرون اللاحقة تم إرسال المزيد من البعثات التي انتشرت من خلال مناطق انجلترا الأنجلوسكسونية وإمبراطورية الفرنجة. غالبا ما ارتبطت البعثات في وقت مبكر مع ممارسا المسيحية المعروفة باسم المسيحية الكلتية، والتي تميزت عن المنظمات في جميع الأديرة بدلا من الأبرشيات، ولكن الرغبة في الحفاظ على العلاقة مع الكرسي الرسولي اضطرتهم لأخذ أشخاص تابعين للمسيحية الرومانية معهم في بعثاتهم.

## وصلات خارجية
- Crawford, Barbara (ed.), اسكتلندا في العصر البريطاني المظلم (St Andrews, 1996)
- الموسوعة الكاثوليكية الأصلية